# AL-1095
AL-1095, es una droga estimulante de acción central con efectos comparables a la anfetamina, desarrollada por Bristol en la década de 1970.